# Poimenesperus ligatus
Poimenesperus ligatus là một loài bọ cánh cứng trong họ Cerambycidae.